# Pompiliu Macovei
Pompiliu Macovei (n. 13 mai 1911, Buzău – d. 2 mai 2008, București) a fost un arhitect și comunist român. Pompiliu Macovei a fost cadru didactic în anii 1944-1945, arhitect-șef al Capitalei în anii realismului socialist, președinte al UAR, ministru al Culturii și ministru adjunct la Ministerul de Externe.  Pompiliu Macovei a fost căsătorit cu Ligia Macovei.
Pompiliu Macovei a fost delegat permanent cu grad de ambasador al Republicii Socialiste Române pe lângă UNESCO din luna noiembrie 1971. Pompiliu Macovei a fost deputat în Marea Adunare Națională în sesiunile din perioada 1966 - 1975. Pompiliu Macovei a fost membru al Comitetului Central al Partidului Comunist Român în perioada 1969 - 1974, membru de partid din 1945.

## Distincții
- Ordinul Muncii clasa a III-a (21 august 1954) „pentru merite deosebite pe tărîmul construcției de stat, economice, sociale și culturale, cu ocazia celei de a zecea aniversări a eliberării patriei noastre”[6]
- Ordinul „Steaua Republicii Populare Romîne” clasa a IV-a (12 august 1959) „pentru merite deosebite în opera de construire a socialismului”[7]
- Medalia „Eliberarea de sub jugul fascist” (12 august 1959) „pentru contribuția activă la întărirea regimului democrat-popular”[8]
- Medalia „40 de ani de la înființarea Partidului Comunist din Romînia” (6 mai 1961) „pentru merite în activitatea de partid și întărirea regimului democrat-popular”[9]
- Ordinul „Tudor Vladimirescu” clasa a II-a (30 aprilie 1966) „cu prilejul celei de-a 45-a aniversări de la înființarea Partidului Partidului Comunist din România, pentru merite deosebite în opera de construire a socialismului”[10]
- Ordinul „Meritul Cultural” clasa I (26 septembrie 1966) „pentru merite deosebite în activitatea literară, artistică și de răspîndire a culturii naționale, cu prilejul Centenarului Academiei Republicii Socialiste România”[11]
- Ordinul „23 August” clasa I (4 mai 1971) „cu prilejul aniversării a 50 de ani de la constituirea Partidului Comunist Român, [...] pentru activitate îndelungată în mișcarea muncitorească și merite deosebite în opera de construire a socialismului”[12]